# Znakowanie przy pomocy DNA
Znakowanie przy pomocy DNA – metoda oznaczania przedmiotów przy pomocy znaczników DNA (ang. DNA marker), czyli trwałych fragmentów syntetycznego kwasu deoksyrybonukleinowego (DNA). Takie znaczniki nie są widoczne gołym okiem, ani wyczuwalne dotykiem. Metoda ta może być stosowana do zapobiegania kradzieżom, pomaga policji w identyfikacji zrabowanych przedmiotów oraz pozwala odróżnić produkty oryginalne od podrobionych. Sekwencje DNA użyte w tej metodzie nie zawierają informacji genetycznej, a jedynie służą zabezpieczaniu przedmiotów (np. samochodów) i ich identyfikacji. Jednymi z pierwszych przedmiotów znakowanych syntetycznym DNA były piłki do footballu amerykańskiego, a zabieg zastosowany przez National Football League (NFL) miał na celu odstraszenie potencjalnych fałszerzy.